# Tono muscular
El tono muscular, también conocido como tensión muscular residual o tono, es la contracción parcial, pasiva y continua de los músculos. Ayuda a mantener la postura y suele decrecer durante la fase REM del sueño.

En cuestiones de músculos esqueléticos, tanto los músculos extensores como los flexores usan 'tono' para referirse a la inervación 'en reposo' o normal que mantiene las posiciones de los huesos.
En condiciones normales, el tono muscular es mantenido inconscientemente y sin fatiga por medio de la actividad del sistema nervioso, principalmente por la acción de los husos musculares y del circuito del reflejo miotático específico, ocurren entonces contracciones parciales y asincrónicas de las fibras musculares; de esta forma se mantiene un tono muscular adecuado y sin fatiga, ya que las fibras musculares que se contraen van rotando de manera que no se mantienen contraídas de forma permanente, sino que ceden la función a otras en un ciclo coherente. Por otra parte, el tono muscular desaparece si se destruye alguna parte del reflejo monosináptico.

Hay impulsos nerviosos inconscientes que mantienen los músculos en un estado de contracción parcial. Si hay un súbito tirón o estiramiento, el cuerpo responde automáticamente aumentando la tensión muscular, un reflejo que ayuda tanto a protegerse del peligro como a mantener el equilibrio. 
Hay trastornos físicos que pueden provocar un tono muscular anormalmente bajo —hipotonía— o anormalmente alto —hipertonía—.
La presencia de una inervación casi continua deja claro que el tono describe una condición de base. No hay, en general, ningún estado en reposo al estar la activación presente.

Se refiere a la tensión (contracción parcial) que exhiben los músculos cuando se encuentran en estado de reposo, la cual es mantenida gracias a la acción de las unidades motoras respectivas y gracias al correcto funcionamiento del reflejo miotático.
En oftalmología, el tono puede ser una consideración importante en la cirugía ocular, como en la manipulación los músculos extraoculares para corregir el estrabismo. Las aberraciones de tonicidad están asociadas con muchas enfermedades oculares (p. ej., el síndrome de Adie).
El músculo cardiaco y el músculo liso, aunque no están directamente relacionados con el esqueleto, también tiene tono en el sentido de que aunque sus contracciones no están emparejadas con las de los músculos antagonistas, su estado de no contracción se caracteriza por la enervación, que a veces resulta aleatoria.